# ADS 7251
ADS 7251とは、太陽から6.33パーセク（20.66光年）離れた位置に存在する連星系である。連星系は、ほぼ同じ質量の2つの赤色矮星で構成され、2019年の時点で17秒角離れていた。
2つの恒星は、見かけの長さ16.725秒角の軌道長半径と975年の周期で、穏やかに偏心した軌道を共有している。それらの分角距離は、1821年にフリードリッヒ・フォン・シュトルーベによって発見されたときは21.1秒角であったが、2019年には16.9秒角まで接近している。シュトルーベは2つの赤色矮星から約3分角離れた2つの非常に暗い恒星も記録した。

ADS 7251 AはADS 7251 Bよりも0.06等級（6パーセント）明るい。MKスペクトル分類のカタログには、両方の恒星が2次標準としてリストされており、ADS 7251 AはM0V、ADS 7251 BはK7Vであり、そのようなスペクトル分類を持つ明るい恒星は珍しいとされている。他の文献では、恒星が両方ともK7VまたはM0Vであるか、またはAがK7V、BがM0Vであると記載されている。

## 惑星系
グリーゼ338BまたはHD 79211としても知られているADS 7251 Bには、ドップラー分光法によって検出された1つのスーパー・アースが周囲を公転している。
| 名称 （恒星に近い順） | 質量               | 軌道長半径 （天文単位） | 公転周期 (日) | 軌道離心率      | 軌道傾斜角 | 半径 |
| --------------------- | ------------------ | ----------------------- | ------------- | --------------- | ---------- | ---- |
| b                     | 9.97+1.47 −1.38 M⊕ | 0.141±0.005             | 24.45±0.02    | 0.11+0.11 −0.08 | —          | —    |